# Geografia da União Europeia
A União Europeia ocupa uma larga parte da Europa Ocidental e da Europa Central, ocupando uma área de 4,422,773 km².
Vai desde a nordeste na Finlândia, noroeste na Irlanda, sudeste em Chipre e sudoeste em Portugal, tornando-se o sétimo maior território no mundo por área.

## Geografia dos Estados Membros
| - Alemanha - Áustria - Bélgica - Bulgária | - Chipre - Dinamarca - Eslováquia - Eslovénia | - Espanha - Estónia - Finlândia - França | - Grécia - Hungria - Irlanda - Itália | - Letónia - Lituânia - Luxemburgo - Malta | - Países Baixos - Polónia - Portugal - República Checa | - Roménia - Suécia |

## Geografia da União

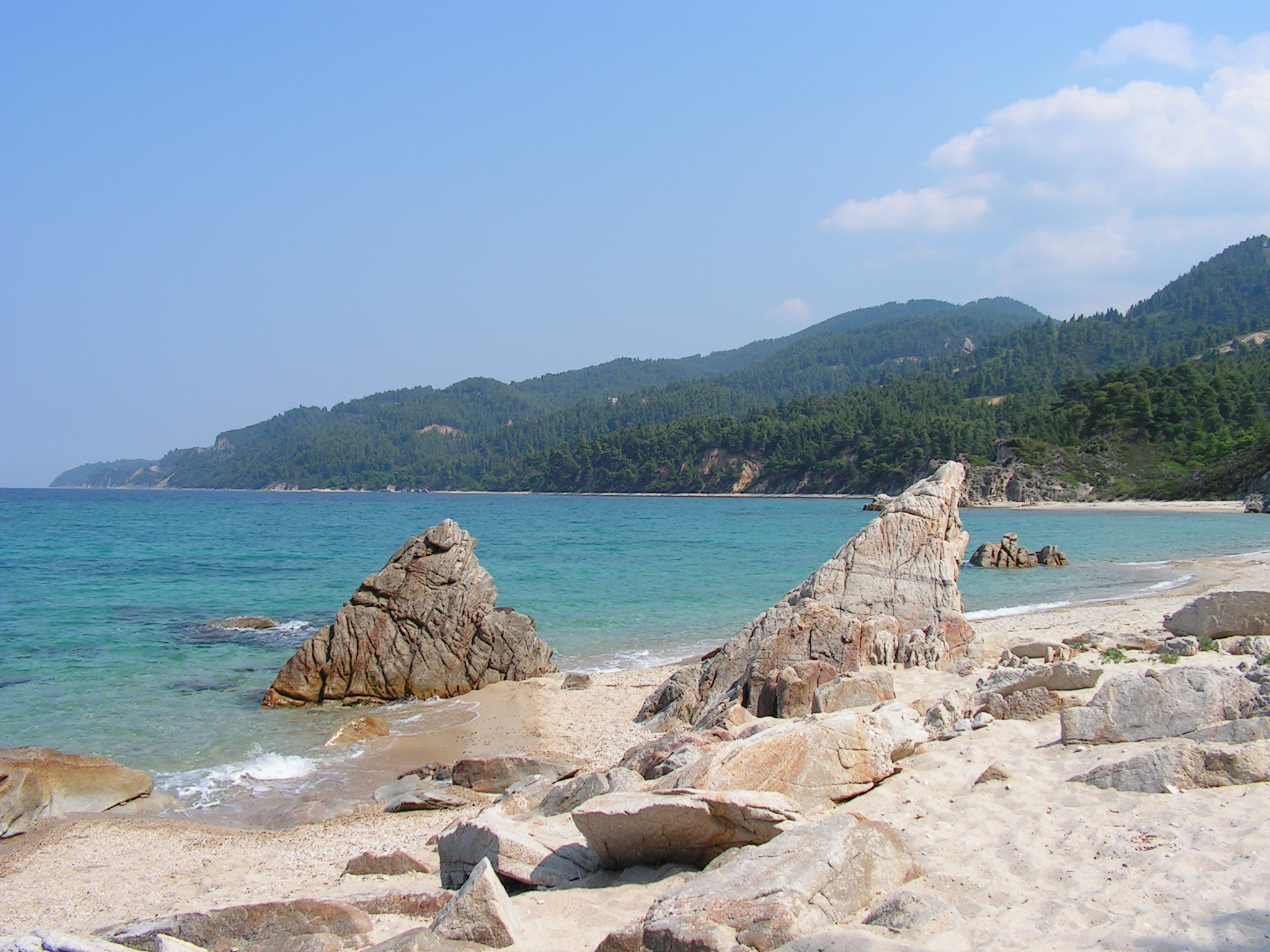
22 membros são influenciados pelas linhas costeiras e o clima oceânico, (Mediterrâneo, Grécia)

A maior parte da União Europeia está situada no continente europeu (ver Geografia da Europa). Os estados membros têm fronteiras com 21 nações. 
A costa da União Europeia está estimada em 15000 km, no Oceano Atlântico, Mar Mediterrâneo, Mar Negro, Mar do Norte, Mar Báltico e Mar Adriático. As cordilheiras principais são os Alpes, Cárpatos, Balcãs e Pirenéus. A mais alta montanha da União é Monte Branco , na fronteira entre França e Itália. O mais grande lago da União é Lago Vänern na Suécia. O mais longo rio é o Danúbio, porém não todo o seu curso é na União.
Muitas dependências e territórios dos vários estados membros também são formalmente parte da UE (ex. os Açores, Madeira, Guiana Francesa, Martinica, Guadalupe ou as Ilhas Canárias) enquanto que noutros casos os territórios associados aos estados membros não fazem parte da União Europeia (por exemplo, a Gronelândia, Aruba, ou as extintas Antilhas Neerlandesas).

## Tipos de clima
A União Europeia tem várias áreas climáticas, incluindo as regiões externas popularmente, incluindo a maior parte dos tipos de clima desde o Ártico até ao Clima equatorial. A maior parte da  população vive em áreas com clima mediterrâneo, clima temperado, clima oceânico e clima continental.
As áreas climáticas são: 
- Uma área com um misto de clima mediterrâneo e clima temperado mediterrâneo nos países banhados pelo Mar Mediterrâneo, como o Sul da Espanha,o Centro-Sul da Itália, a Grécia, Eslovênia, Malta, sul da França e o Chipre ou com forte influência deste, em algumas áreas com Portugal;
- Clima oceânico, todos os países com costa para o Oceano Atlântico (exceto Portugal), na Península Ibérica, a Galiza, as Astúrias e o País Basco , todo o litoral atlântico da França, os Países Baixos, a Bélgica, a Dinamarca e o litoral atlântico da Alemanha, bem como as regiões externas de Portugal e Espanha, os Açores,a Madeira e as Canárias;
- Clima temperado marítimo, em países sem costa marítima ou países com costa para o Oceano Atlântico, como o Centro-Norte de Portugal, o Centro da Espanha e da França;
- Clima temperado continental, países do centro-sul da Europa que não têm litoral atlântico e que não estão no leste europeu, como o Centro-Norte da Itália, Interior Centro da França, o Luxemburgo, a Áustria o Centro/Sudoeste da Alemanha;
- Clima continental, todos os países do chamado leste europeu e do centro da Europa;
- Clima polar engloba o Norte da Finlândia e da Suécia juntamente com os três países bálticos a Estónia, Letónia e Lituânia. Têm verões brandos e invernos extremamente rigorosos.
- Clima equatorial, na Guiana Francesa, que prevalece em toda a sua extensão, desde seu litoral, ao norte (Oceano Atlântico), até a fronteira meridional com o Brasil.

## Maiores Cidades
A União Europeia tem mais Cidades globais que outra região no mundo. Mais de 16 cidades têm mais de um milhão de habitantes. Regiões densamente povoadas que emergiram da ligação a várias cidades e agora são grades áreas metropolitanas, entre elas Reno-Ruhr tendo 10,5 milhões habitantes (Colónia, Dortmund, e outras), Randstad aproximadamente 7 milhões (Amesterdão, Roterdão, Haia e outras), aproximadamente 5,5 milhões, Frankfurt tem aproximadamente 4 milhões (Frankfurt, Wiesbaden e outras)
|  |  |  |
|  |  |  |

| Nome da Cidade     | População limites da cidade em milhões | Densidade por km² | Área Urbana                  | População Área Urbana em milhões | Área Metropolitana         | População Área Metropolitana em milhões |
| ------------------ | -------------------------------------- | ----------------- | ---------------------------- | -------------------------------- | -------------------------- | --------------------------------------- |
| Berlim, Alemanha   | 3,4                                    | 3.815             | Paris, França                | 10,1                             | Paris, França              | 11,7                                    |
| Madrid, Espanha    | 3,1                                    | 1.985             | Madrid, Espanha              | 5,5                              | Reno-Ruhr, Alemanha        | 10,2                                    |
| Roma, Itália       | 2,5                                    | 5.198             | Ruhr, Alemanha               | 5,3                              | Randstad, Países Baixos    | 7,0                                     |
| Paris, França      | 2,2                                    | 24.672            | Barcelona, Espanha           | 4,5                              | Madrid, Espanha            | 5,8                                     |
| Bucareste, Roménia | 1,9                                    | 9.131             | Milão, Itália                | 3,8                              | Barcelona, Espanha         | 5,3                                     |
| Hamburgo, Alemanha | 1,8                                    | 2.310             | Berlim, Alemanha             | 3,7                              | Milão, Itália              | 4,3                                     |
| Varsóvia, Polónia  | 1,7                                    | 3.258             | Roterdão–Haia, Países Baixos | 3,3                              | Berlim, Alemanha           | 4,3                                     |
| Budapeste, Hungria | 1,7                                    | 3.570             | Atenas, Grécia               | 3,2                              | Frankfurt - Reno, Alemanha | 4,1                                     |
| Viena, Áustria     | 1,7                                    | 3.931             | Nápoles, Itália              | 2,9                              | Atenas, Grécia             | 3,9                                     |